# Rapolla
Rapolla  község (comune) Olaszország Basilicata régiójában, Potenza megyében.

## Fekvése
A település a Monte Vulture északnyugati oldalán fekszik. Határai: Barile, Lavello, Melfi, Rionero in Vulture és Venosa.

## Története
A települést a longobárdok alapították az ókori Strapellum romjain. A 11. század elején püspöki székhely lett. A normannok 1163-ban elpusztították, majd II. Frigyes német-római császár uralkodása idején újjáépítették. A középkor során nápolyi nemesi családok birtoka volt. A 19. század elején, amikor a Nápolyi Királyságban felszámolták a feudalizmust, önálló község lett.

## Népessége
A népesség számának alakulása:

## Főbb látnivalói
- Santa Maria Assunta-katedrális
- a 9-10. században épült Santa Lucia-templom
- San Biagio-templom